# 新星目録
『新星目録』（しんせいもくろく）は、日本のバーチャルアイドル・星街すいせいの3rdフルアルバム。2025年1月22日に発売。発売元は所属事務所ホロライブプロダクションを運営するcover corp.。

## 概要
自身3枚目のスタジオ・アルバム。フジファブリックの元メンバー・山内総一郎や川谷絵音、Giga、TeddyLoidなどの著名な音楽家がプロデュースした楽曲や、自身が初めて作詞作曲に挑戦した「綺麗事」などの新曲・既存曲が計11曲が収録された。
2024年11月14日に行われた、自身初のライブツアー『Spectra of Nova』さいたまスーパーアリーナ公演において、アルバムの発売を発表。同時に、かねてからの夢であった日本武道館でライブ『Hoshimachi Suisei 日本武道館 Live "SuperNova"』を行うことも発表された。
すでに配信リリースされていた『ビビデバ』、『ムーンライト』、『AWAKE』などの既存曲に加え、新曲・既存曲で計11曲が収録された。

## リリース
本作は、初回限定盤と通常盤の2形態で発売される予定。初回限定盤は透明ケース付きデジパック仕様で、ミュージックビデオを収録したBlu-rayが付属する。なお、初回限定盤は初回生産限定盤と表記されている場合もある。
| 形態               | 規格           | 規格品番  |
| ------------------ | -------------- | --------- |
| ストリーミング配信 | ストリーミング | VBA       |
| 初回限定盤         | CD + Blu-ray   | HLP-10009 |
| 通常盤             | CD             | HLP-10010 |

### 購入特典
また、店舗別のオリジナル購入特典も用意される。内容は以下の通り。
- Amazon.co.jp - メガジャケ
- アニメイト - A3クリアポスター
- ゲーマーズ - A3タペストリー
- タワーレコード - リリース記念レプリカチケット
- TSUTAYA RECORDS - 2L判ブロマイド
- 楽天ブックス - クリアポーチ
- HMV - A5クリアファイル
- amiami - アクリルキーホルダー
- ソフマップ - アクリルコースター
- Sony Music Shop - ブロマイド
- ネオウィング - スクエア缶バッジ
- とらのあな - 缶バッジ
- セブンネットショッピング - アクリルキーホルダー
- メロンブックス - 色紙
- Spotify - レコードコースター
- hololive production OFFICIAL SHOP - アクリルCDチャーム
- 応援店特典 - ジャケ写ステッカーミニサイズ

## 収録曲
| #         | タイトル                           | 作詞         | 作曲             | 編曲                | 時間  |
| --------- | ---------------------------------- | ------------ | ---------------- | ------------------- | ----- |
| 1.        | 「先駆者」                         | 山内総一郎   | 山内総一郎       | 山内総一郎          | 4:36  |
| 2.        | 「ビビデバ」                       | ツミキ       | ツミキ           | ツミキ              | 2:44  |
| 3.        | 「AWAKE」                          | 草野華余子   | Giga & TeddyLoid | Giga & TeddyLoid    | 3:17  |
| 4.        | 「ビーナスバグ」                   | 川谷絵音     | 川谷絵音         | 川谷絵音            | 2:49  |
| 5.        | 「Caramel Pain」                   | Deu          | Deu              | Deu, Hajime Taguchi | 2:59  |
| 6.        | 「ムーンライト」                   | なとり       | なとり           | なとり              | 3:00  |
| 7.        | 「DEADPOOL feat. 花譜」            | 春野         | 春野             | 春野                | 3:24  |
| 8.        | 「レクイエム (星街すいせい ver.)」 | Kanaria      | Kanaria          | Kanaria             | 2:38  |
| 9.        | 「ザイオン」                       | 星街すいせい | 下村陽子         | 堀江晶太            | 4:12  |
| 10.       | 「繭と心」                         | 真崎エリカ   | 高橋諒           | 高橋諒              | 4:58  |
| 11.       | 「綺麗事」                         | 星街すいせい | 星街すいせい     | TAKU INOUE          | 3:46  |
| 合計時間: | 合計時間:                          | 合計時間:    | 合計時間:        | 合計時間:           | 38:23 |

### 収録映像曲
初回限定盤のみに収録
1. 『ビビデバ』Music Video
2. 『ムーンライト』Music Video
3. 『AWAKE』Music Video

## Hoshimachi Suisei 日本武道館 Live "SuperNova"
2025年2月1日に、自身初の日本武道館公演「Hoshimachi Suisei 日本武道館 Live "SuperNova"」を開催した。
日本武道館公演は星街にとって活動当初からの夢であり、活動7年目にしてその夢が叶う形となった。
また、2026年の初旬に星街の要望から日本武道館ではない会場で再演することが予定されており、「今回の公演の大筋を辿りつつ、武道館ではできなかった「やりたかった演出」を加えて、パワーアップしたもの」になるという。
セットリスト（2025年2月1日 日本武道館）
1. ビビデバ
2. TRUE GIRL SHOW
3. Newton
4. 綺麗事
5. 褪せたハナミドリ
6. ムーンライト
7. ビーナスバグ
8. Caramel Pain
9. AWAKE
10. 先駆者
11. ザイオン
12. 繭と心
13. comet
14. Stellar Stellar
15. NEXT COLOR PLANET
16. Orbital Period
17. キラメキライダー☆（アンコール）
18. Bluerose（アンコール）
19. ソワレ（ダブルアンコール）

## 初出
| #  | 曲名                           | 初出作品                         | 発売日         | 品番       |
| -- | ------------------------------ | -------------------------------- | -------------- | ---------- |
| 01 | 先駆者                         | デジタルシングル「先駆者」       | 2023年1月29日  | CVRD-256   |
| 02 | ビビデバ                       | デジタルシングル「ビビデバ」     | 2024年3月23日  | CVRD-407   |
| 03 | AWAKE                          | デジタルシングル「AWAKE」        | 2024年11月15日 | CVRD-504   |
| 04 | ビーナスバグ                   | 本作初収録                       | 本作初収録     | 本作初収録 |
| 05 | Caramel Pain                   | 本作初収録                       | 本作初収録     | 本作初収録 |
| 06 | ムーンライト                   | デジタルシングル「ムーンライト」 | 2024年10月1日  | CVRD-479   |
| 07 | DEADPOOL feat. 花譜            | 本作初収録                       | 本作初収録     | 本作初収録 |
| 08 | レクイエム (星街すいせい ver.) | 本作初収録                       | 本作初収録     | 本作初収録 |
| 09 | ザイオン                       | デジタルシングル「ザイオン」     | 2023年11月7日  | CVRD-350   |
| 10 | 繭と心                         | 本作初収録                       | 本作初収録     | 本作初収録 |
| 11 | 綺麗事                         | 本作初収録                       | 本作初収録     | 本作初収録 |